# Emma Carlsson Löfdahl

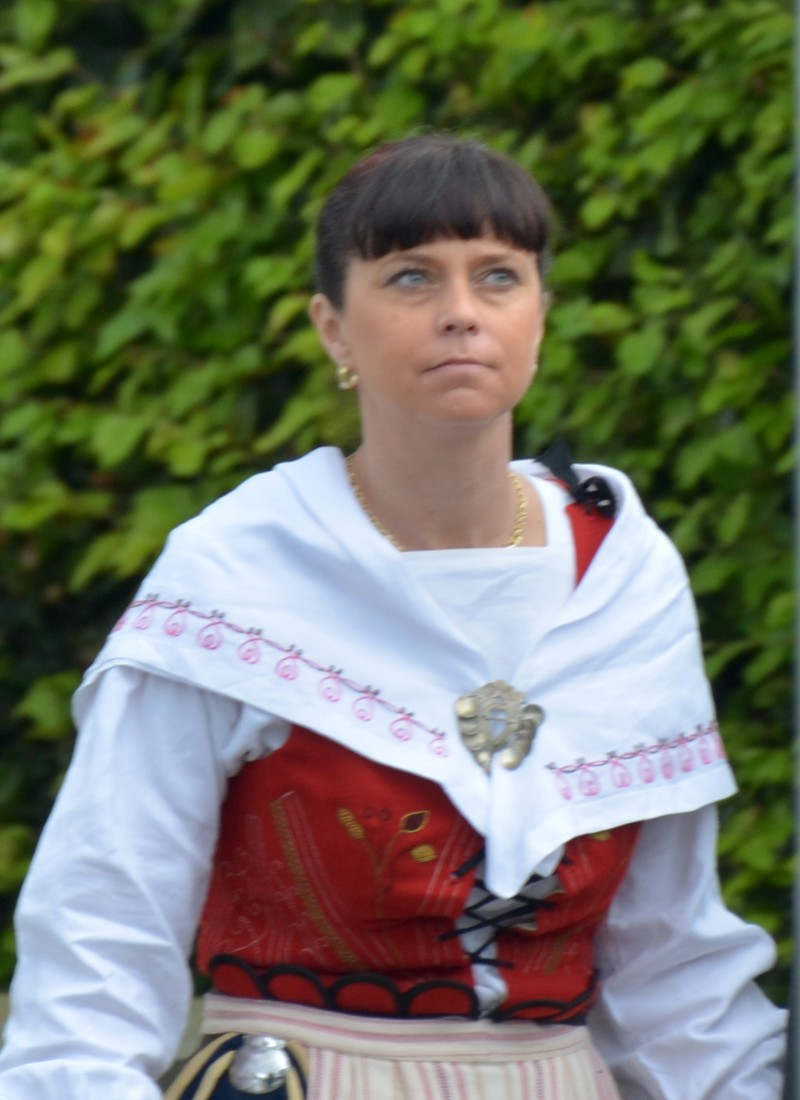

Emma Maria Carlsson Löfdahl, anteriormente Emma Löfdahl Landberg, (nascida Andersson a 26 de setembro de 1970 na paróquia de Ljungarums, município de Jönköping, Småland) é membro do Riksdag (Parlamento da Suécia) pelo distrito de Jönköping. Ex-membro do Partido Popular Liberal, desde março de 2019 é uma política independente .